# Primula tsongpenii
Primula tsongpenii är en viveväxtart som beskrevs av Harold Roy Fletcher. Primula tsongpenii ingår i släktet vivor, och familjen viveväxter. Inga underarter finns listade i Catalogue of Life.